# 14. korpus (Indija)
14. korpus je korpus Indijske kopenske vojske.

## Organizacija
Trenutna
- Poveljstvo
- 3. pehotna divizija
- 8. gorska divizija
- 102. samostojna pehotna brigada